# William Holman Hunt
William Holman Hunt (2. dubna 1827, Londýn – 7. září 1910, tamtéž) byl anglický malíř,  jeden z původních prerafaelitů. I když jméno Holman je prostředním jménem, často jej můžeme najít jako součást příjmení oddělenou pomlčkou.

## Život
Narodil se v ulici Cheapside v centru Londýna, kde byl jeho otec vedoucím skladu. Již ve velmi mladém věku začal William Hunt pracovat jako úředník, ale v roce 1844 byl přijat na Královskou akademii ke studiu malířství. Zde se setkal s Dantem Rossettim a Johnem Millaisem a roku 1848 společně založili spolek prerafaelitů.  Inspiraci ke svým dílům hledali v umění středověkých malířů (tvořících před Rafaelem Santim). Hunt byl ze začátku duchovní osobností skupiny.  Ačkoli Bratrstvo prerafaelitů  žilo krátce (asi pět let), Hunt zůstal věrný svým principům po celou svou dlouhou kariéru. 

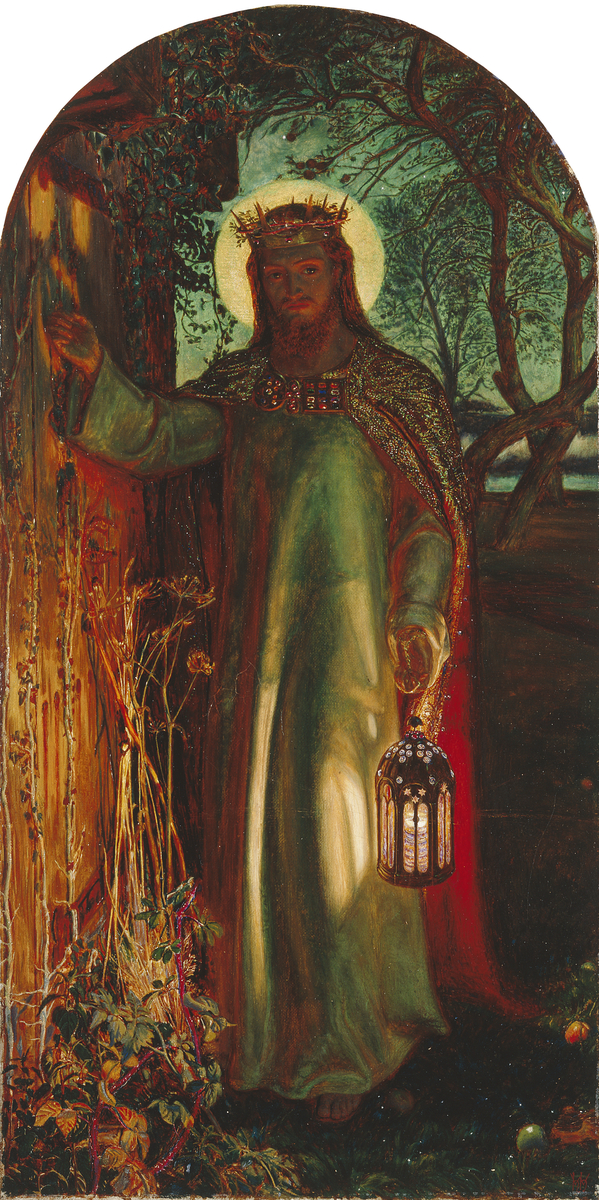
Světlo světa (1854)

Huntova práce nebyla ve své době zpočátku příliš úspěšná, stejně jako práce ostatních prerafaelitů vzbuzovala pobouření.  V roce 1850 prodal své první obrazy Thomasu Combovi, který se stal jeho blízkým přítelem a obchodním poradcem.  Brzy se proslavil svými realistickými scénami z moderního venkovského a městského života, jako jsou Námezdní pastýř a Probouzející se svědomí, první díla  symbolického realismu, který měl vyjadřovat křesťanské ideály. Huntovým největším zdrojem inspirace byla Bible a do mnoha obrazů vnáší duchovní pohled. V roce 1854 dosáhl velký úspěch obrazem Světlo světa, který věnoval Keblově koleji v Oxfordu. Obraz mu přinesl mezinárodní věhlas, získal obrovskou popularitu zejména ve viktoriánské Anglii a Americe. Ještě téhož roku Hunt odcestoval čerpat inspiraci do Svaté země, kde zůstal dva roky.  Po rozpadu bratrstva prerafaelitů se později do Palestiny ještě  několikrát vrátil (1869–1871, 1876–1878, 1892–1893).   V Jeruzalémě si postavil vlastní dům.
V roce 1856 se vrátil do Londýna Otevřel si ateliér a postupně se začal prosazovat.  Obraz Nalezení Ježíše v chrámu, který v roce 1860 prodal, mu zajistil finance a pověst umělce.  Aby hlouběji poznal renesanční umění, odcestoval ho studovat do Florencie, kde pobýval v letech 1866–1868.  V prosinci  1865 se oženil s Fanny Waughovou, která zemřela o necelý rok později ve Florencii krátce po  porodu syna Cyrila.  Hunt zhotovil pomník své manželky na místním hřbitově a na její památku namaloval obraz Isabella a kořenáč s bazalkou.   Hunt se znovu oženil v listopadu 1875, a to s Fannyinou sestrou Edith. Manželství bylo uzavřeno ve Švýcarsku, protože podle anglického práva bylo nezákonné oženit se se sestrou své zesnulé manželky. Sňatek vyvolal  vážný konflikt s ostatními členy rodiny.  V roce 1878 se manželům Huntovým narodila dcera Gladys a v roce 1879 Hilary Lushigton. Mezi lety 1869 a 1893 podnikl několik dalších cest do Řecka, Itálie,  Egypta a znovu do Palestiny. 
Na stáří se vrátil do Anglie. V roce 1886 se v Londýně konala první Huntova retrospektivní výstava.  Od roku 1903  žil a měl ateliér na Melbury Road 18 v Holland Parku v západním Londýně. Ke konci života už Hunt příliš netvořil, měl totiž problémy s očima. Jeho poslední velká díla, Paní ze Shalott a replika  Světla světa (1904), která visí v katedrále svatého Pavla v Londýně, byla dokončena s pomocí jeho asistenta Edwarda Hughese. V roce 1905 vydal knihu Dějiny prerafaelismu.  Téhož roku byl vyznamenán řádem za zásluhy. 
Zemřel 7. září 1910 a byl pohřben v katedrále svatého Pavla v Londýně.

## Dílo
Hunt měl velký smysl pro detail a většina jeho děl se pyšní sytými, jasnými barvami,  Byly ovlivněny spisy Johna Ruskina a Thomase Carlyla, podle nichž by měl být svět sám chápán jako systém vizuálních znaků. Zůstal věrný principům přesného zobrazení přírody.  Věřil, že úkolem umělce je zobrazovat věci pravdivě a zároveň používat umění k podpoře a udržení morální integrity.   
Pro Huntova realistická díla je typické, že mají symbolický význam,  tudíž nutí pozorovatele zamyslet se a pokusit se v obraze "číst".  Snažil se o vyjadřování morálních hodnot viktoriánské společnosti. Společně s duchovním významem vnáší do svých děl i morální ideály. Jeho dílo skrývá spoustu jinotajů a symbolů,  každý obraz do detailu promýšlel a ukládal do něj svá poselství. 
Při tvorbě svých děl se zpočátku  nechával inspirovat literárními díly – starými anglickými básněmi nebo Shakespearem. Převážně se však věnoval krajinomalbě a biblickým námětům. Jako modely používal především své přátele. Dokonce byl jeden čas postaven mimo křesťanské společenství, protože jako modely pro své postavy používal výlučně příslušníky židovské víry. 

## Galerie

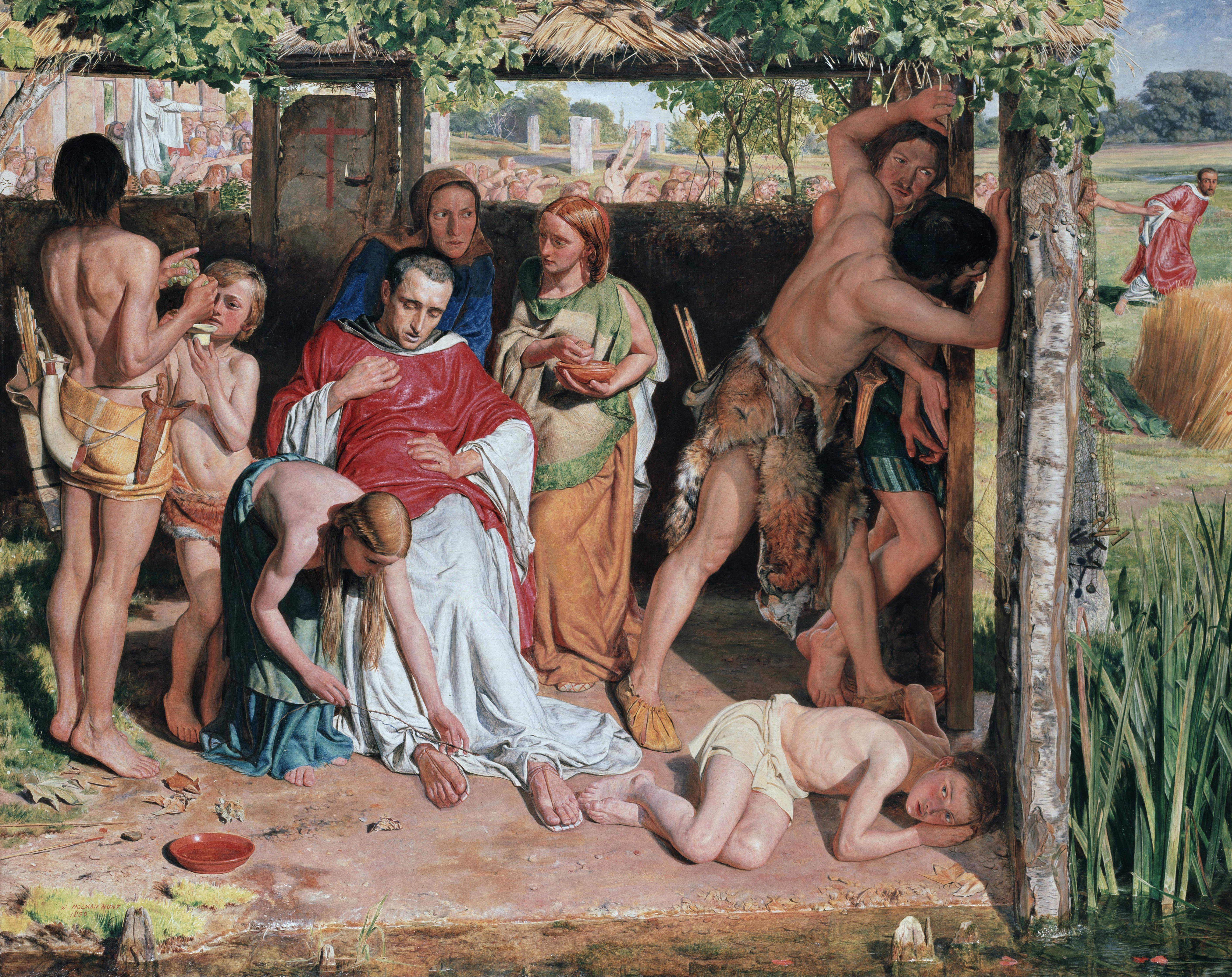
Konvertovaná rodina ukrývá křesťanského misionáře pronásledovaného druidy (1850)
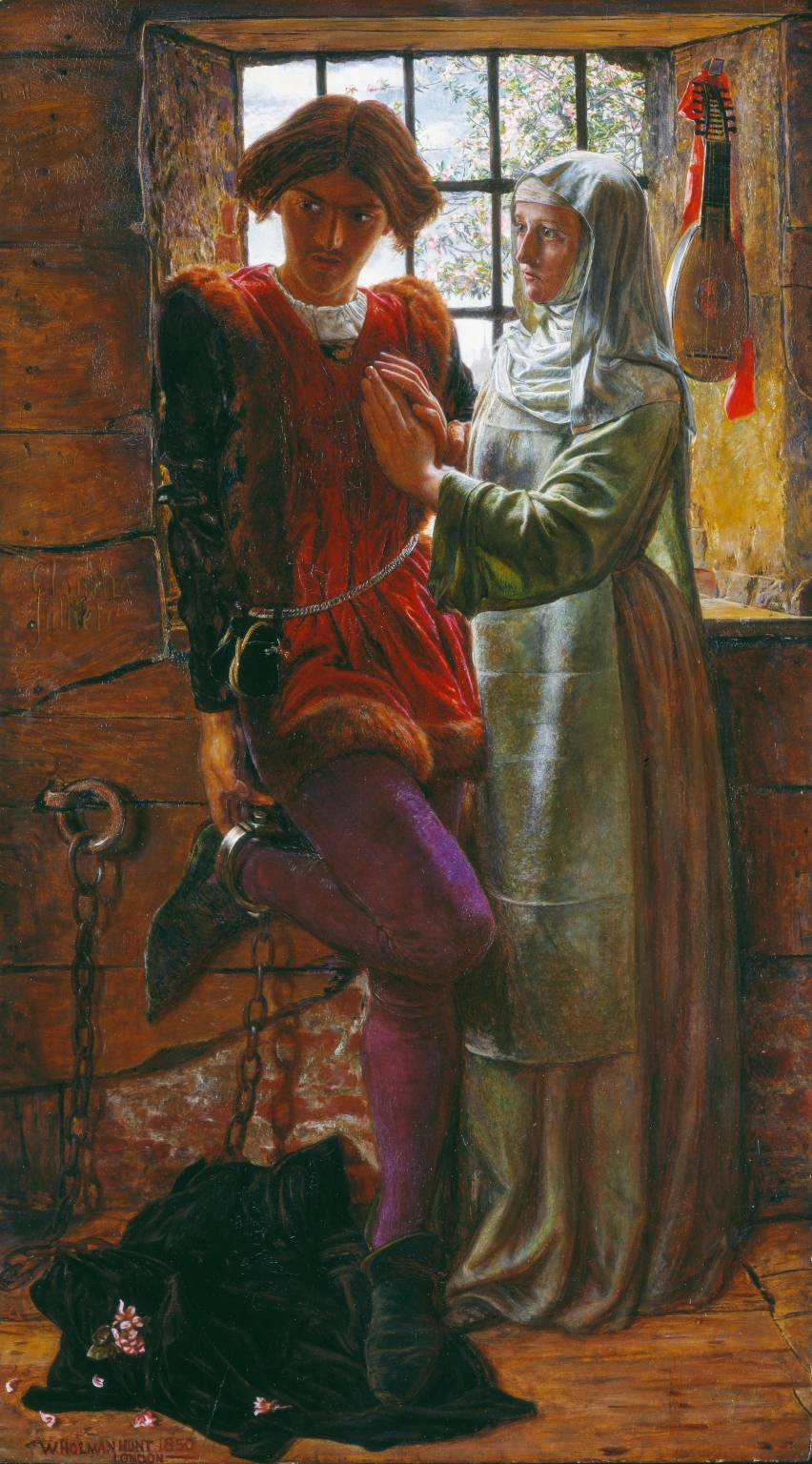
Klaudio a Izabela (1850)
Špatný pastýř, (The Hireling Shepherd,1851)
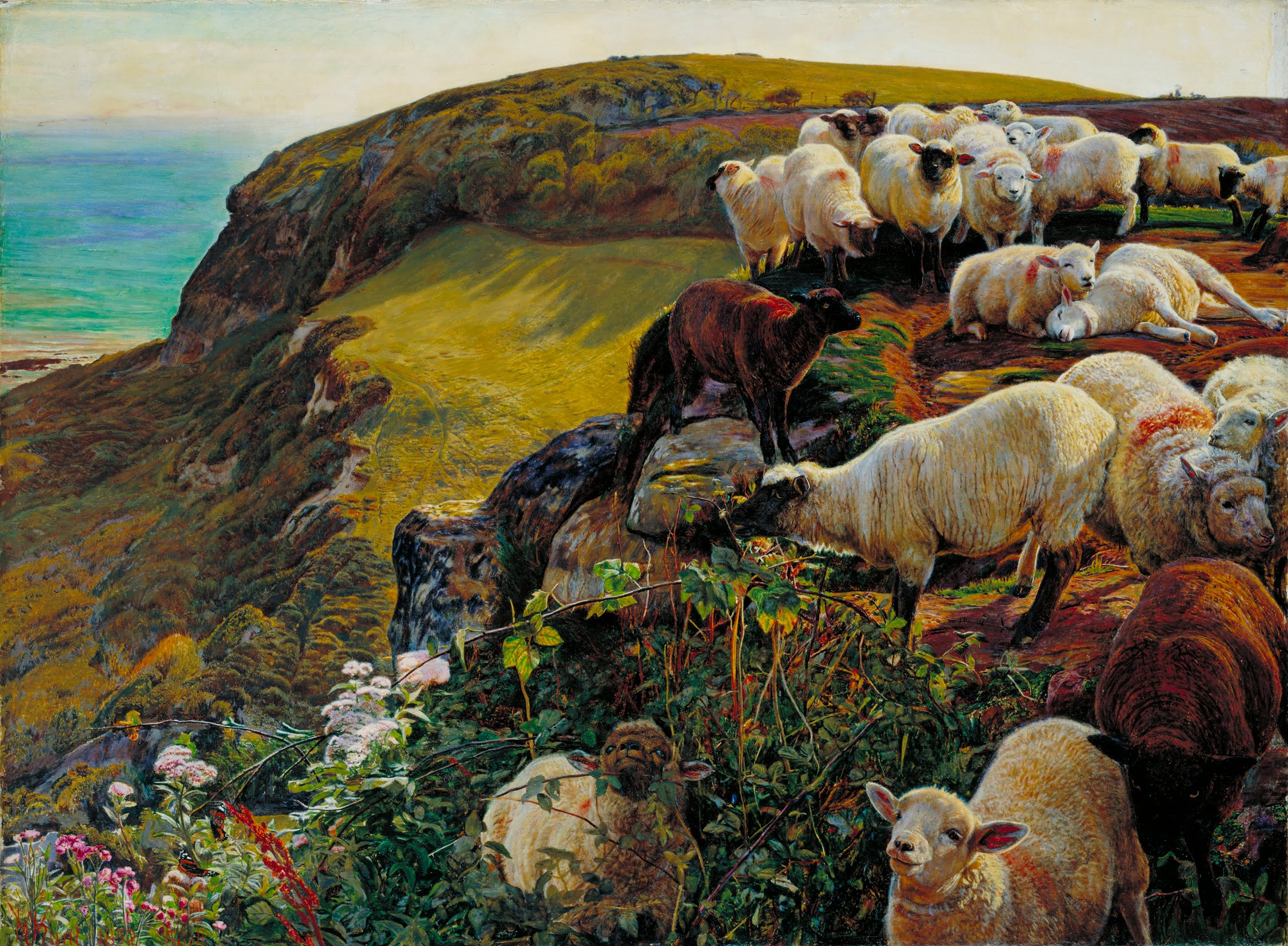
Naše anglické pobřeží aneb Zbloudilé ovce (1852)
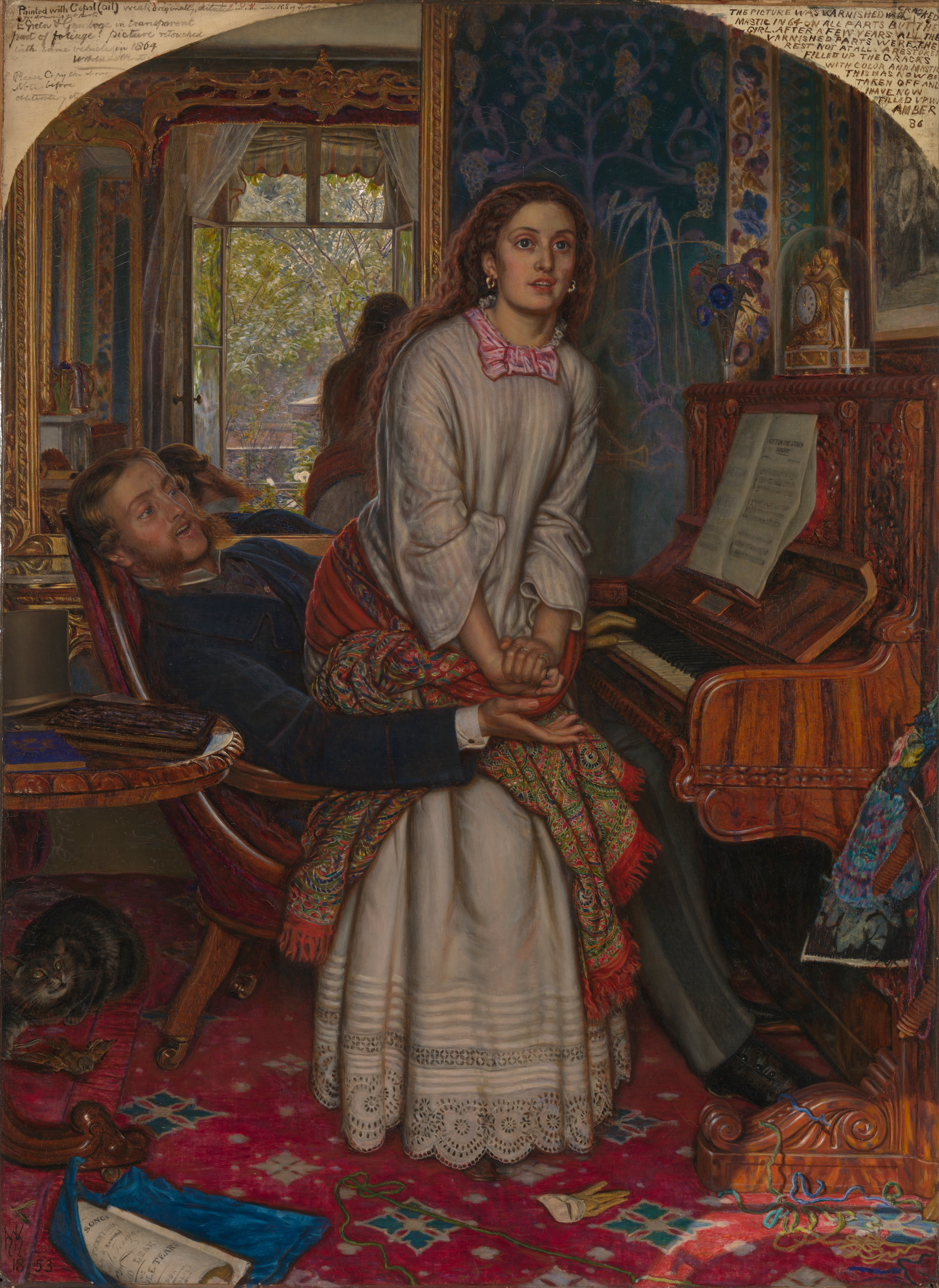
Probuzené svědomí (1853)
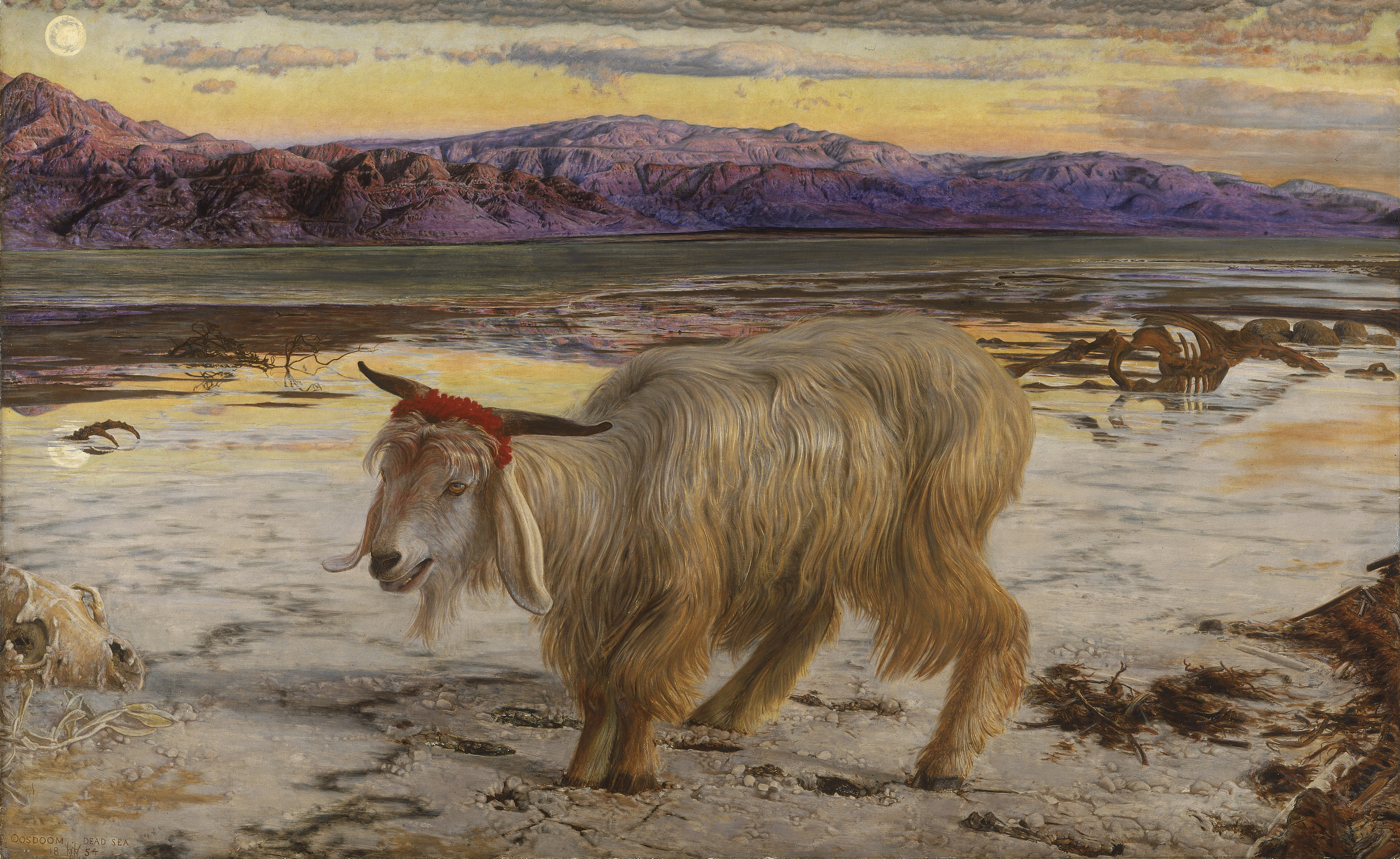
Obětní beránek (1854–1856)
Isabella a kořenáč s bazalkou (1868)
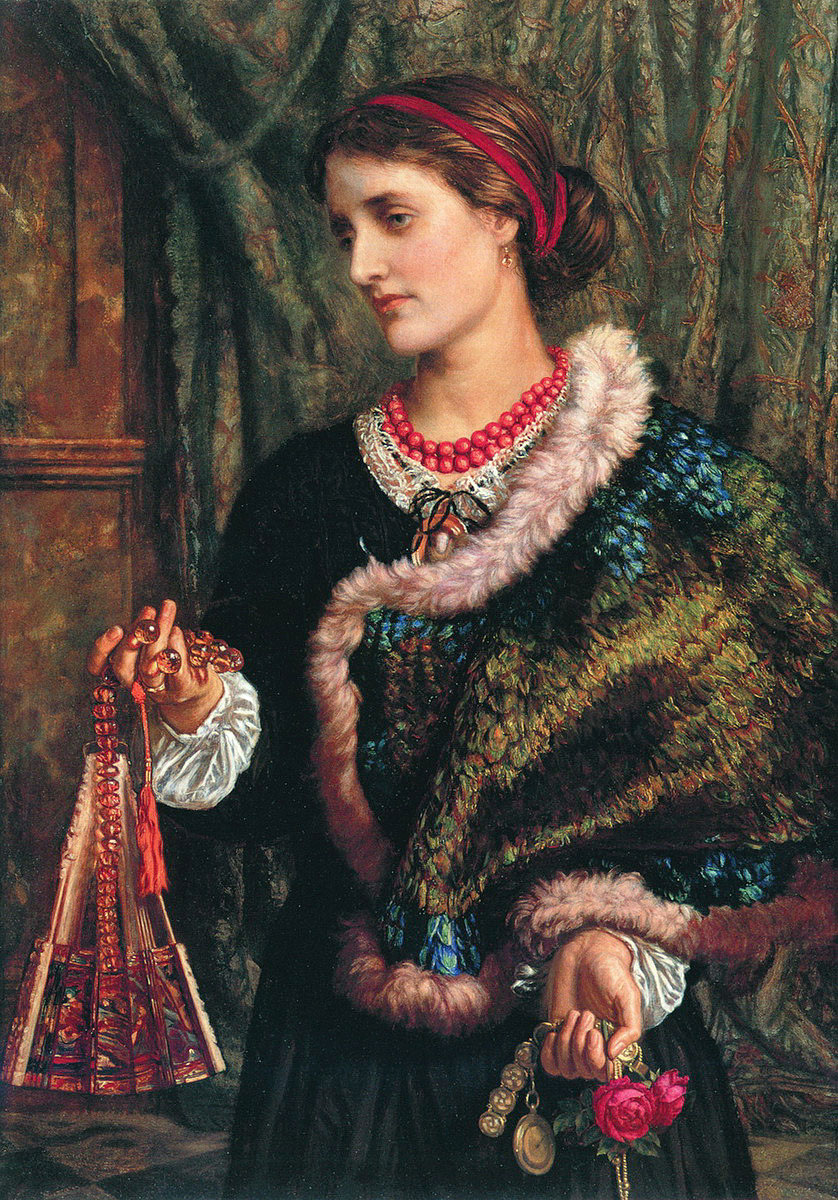
Narozeniny (portrét Edith, 1868)
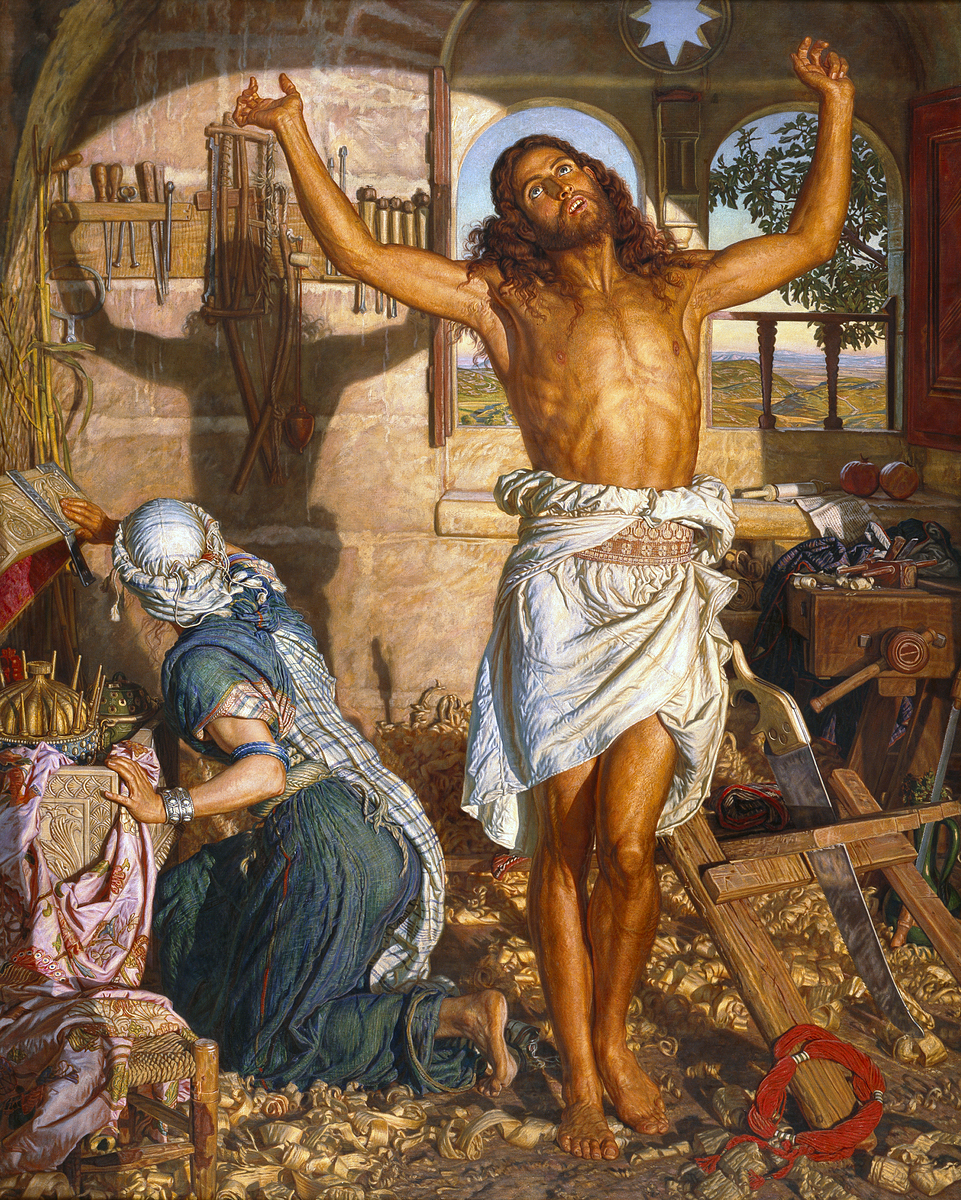
Stín smrti (1870–1873)
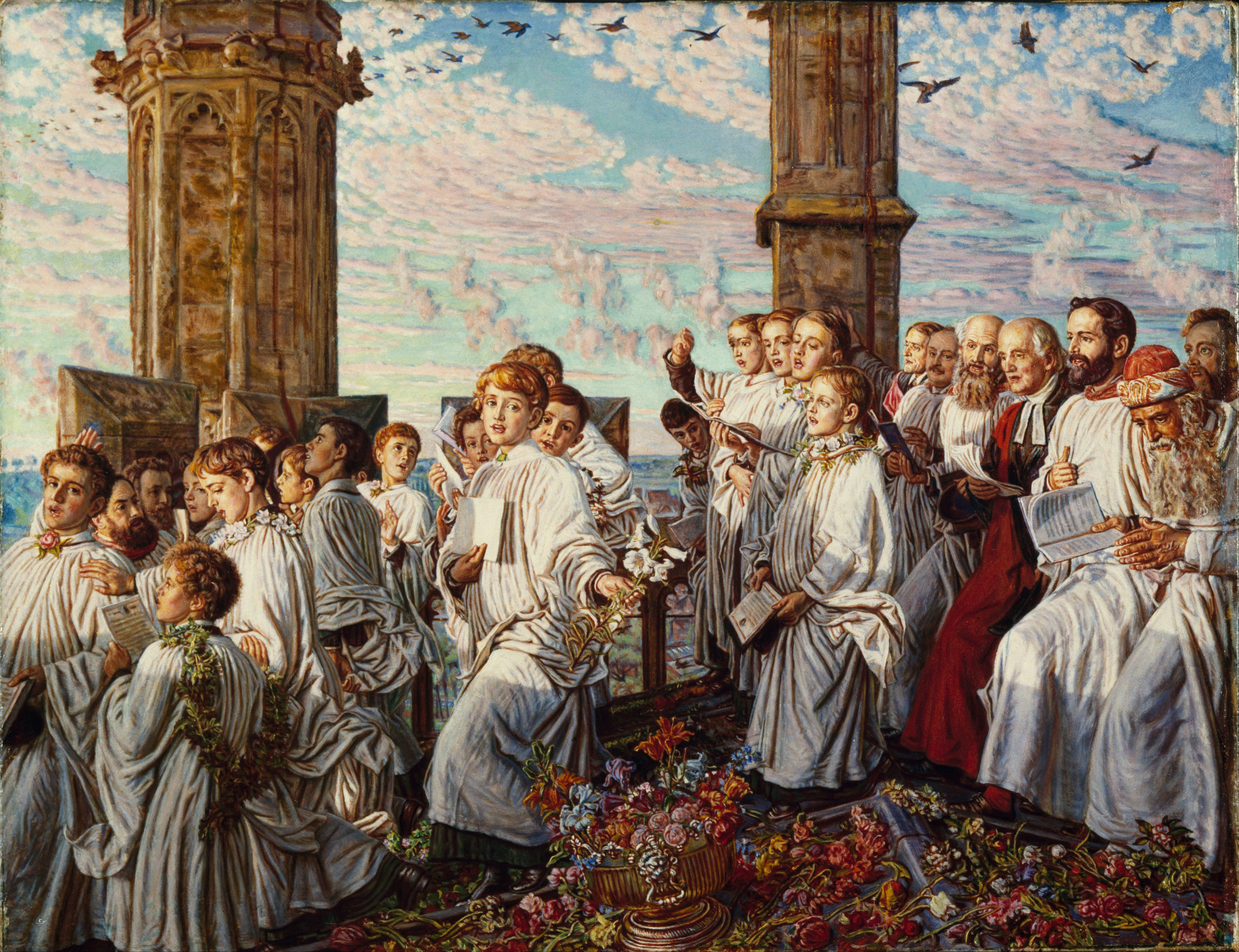
Květnové ráno na věži  Magdalenské koleje v Oxfordu (1890)
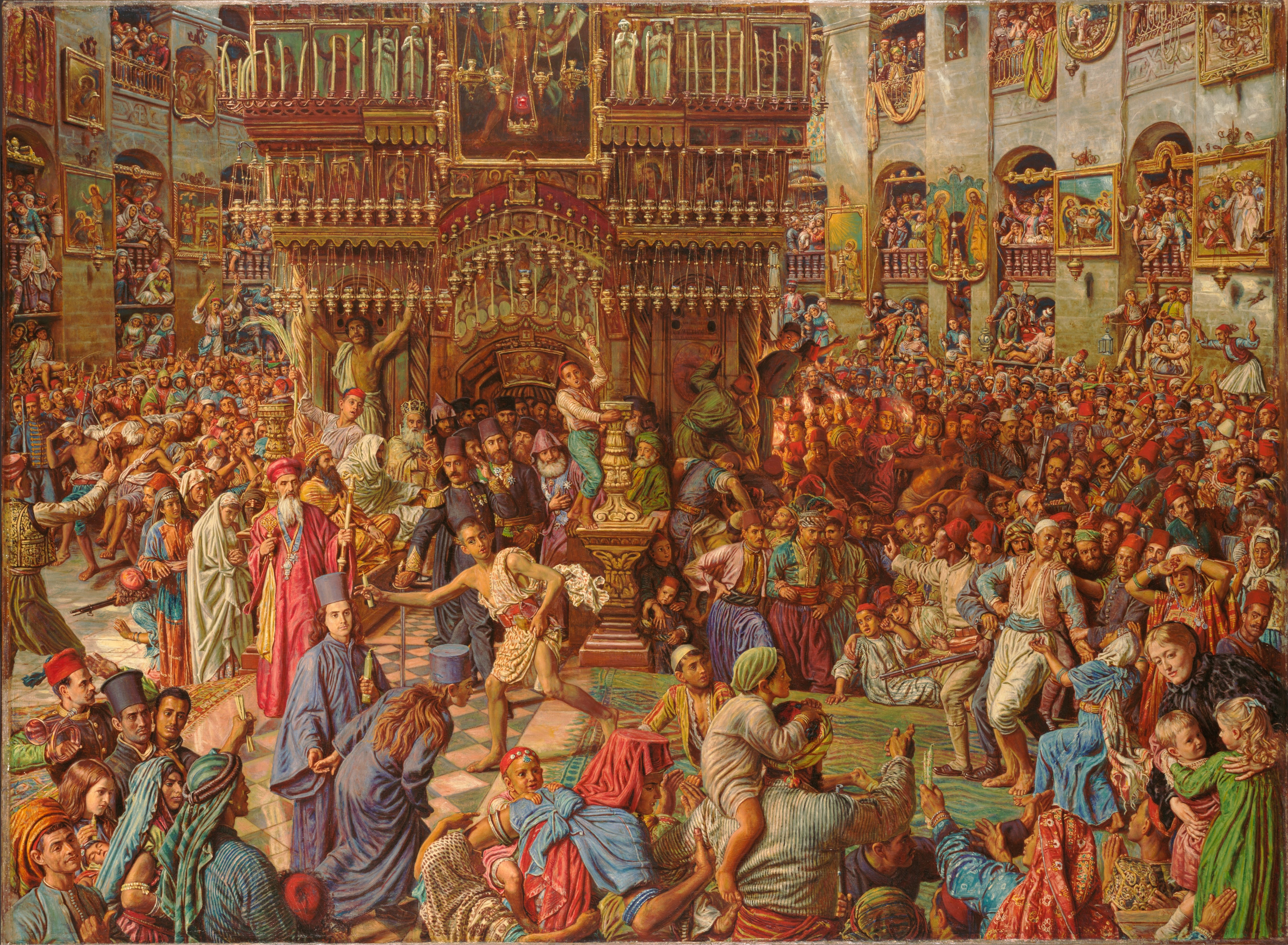
Zázrak posvátného ohně, kostel Božího hrobu (1892–99)
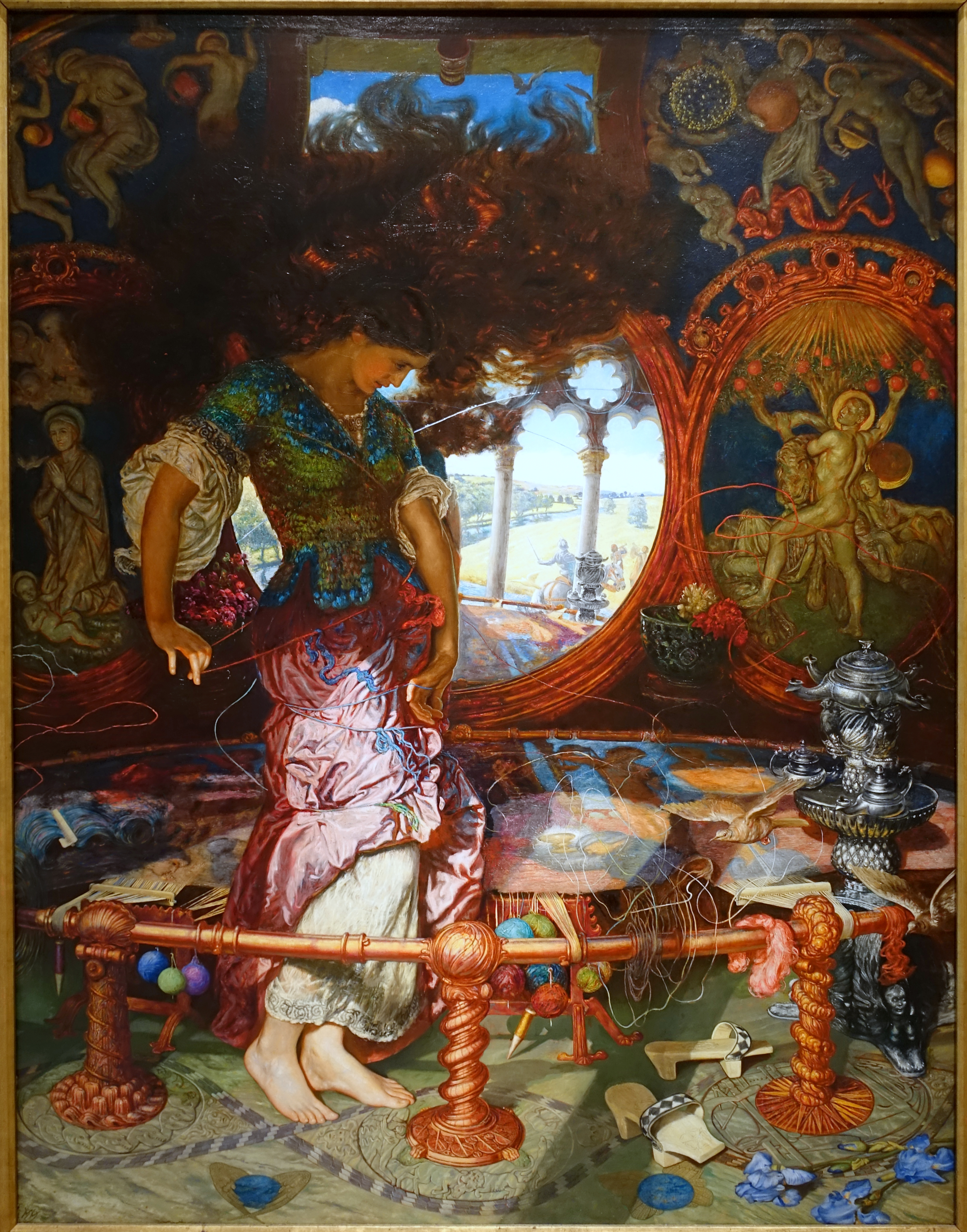
Lady ze Shalott (cca 1905)